# 再生性
確率分布の族における再生性（さいせいせい、英: reproductive property）とは、同じ分布族に含まれる確率分布を持つ2つの独立な確率変数に対して、その和の確率分布もまた同じ族に含まれる性質のことを言う。

## 定義
分布族{\displaystyle \mathbb {F} }を考える。
任意の確率分布{\displaystyle F_{1},F_{2}\in \mathbb {F} }に対して、Fiに従う互いに独立な確率変数をXiとおく ({\displaystyle i=1,2}) 。これを{\displaystyle X_{i}\sim F_{i}}と書く（以下同様）。
このとき、{\displaystyle X_{1}+X_{2}}の確率分布Fが{\displaystyle F\in \mathbb {F} }を満たすならば、分布族{\displaystyle \mathbb {F} }は再生性を持つという。
ある分布族が再生性を持つということは、その分布族が畳み込み演算について閉じていることを意味する。

## 再生性を持つ分布族
以下で用いられる2つの確率変数 X1, X2 は互いに独立であると仮定する。
正規分布
{\displaystyle X_{i}\sim {\mbox{N}}(\mu _{i},\ \sigma _{i}^{2})\ (i=1,2)\longrightarrow X_{1}+X_{2}\sim {\mbox{N}}(\mu _{1}+\mu _{2},\ \sigma _{1}^{2}+\sigma _{2}^{2})}
コーシー分布
コーシー分布に従う2つの確率変数の和は、再びコーシー分布に従う。
ガンマ分布
{\displaystyle X_{i}\sim {\mbox{Gamma}}(k_{i},\theta )\ (i=1,2)\longrightarrow X_{1}+X_{2}\sim {\mbox{Gamma}}(k_{1}+k_{2},\ \theta )}
尺度母数 θ が異なる場合は当てはまらない。
特に k1, k2 が整数である場合はアーラン分布を表し、このことからアーラン分布も再生性を持つことが分かる。同様に、k1, k2 が半整数である場合はカイ二乗分布に相当し、同様に再生性を持つ。
二項分布
{\displaystyle X_{i}\sim {\mbox{B}}(n_{i},p)\ (i=1,2)\longrightarrow X_{1}+X_{2}\sim {\mbox{B}}(n_{1}+n_{2},\ p)}
確率 p が異なる場合は当てはまらない。
負の二項分布
{\displaystyle X_{i}\thicksim {\mbox{NB}}(\alpha _{i},p)(i=1,2)\longrightarrow X_{1}+X_{2}\thicksim {\mbox{NB}}(\alpha _{1}+\alpha _{2},p)}
確率 p が異なる場合は当てはまらない。
ポアソン分布
{\displaystyle X_{i}\sim {\mbox{Po}}(\lambda _{i})\ (i=1,2)\ \longrightarrow X_{1}+X_{2}\sim {\mbox{Po}}(\lambda _{1}+\lambda _{2})}
カイ二乗分布
{\displaystyle X_{1}\sim \chi _{n}^{2},X_{2}\sim \chi _{m}^{2}\ (n,m\in \mathbb {N} )\ \longrightarrow X_{1}+X_{2}\sim \chi _{n+m}^{2}}